# 니시다 아츠코
니시다 아츠코(西田敦子)는 일본의 여자 그래픽 디자이너·일러스트레이터이다. 전 게임프리크 사원으로, 포켓몬스터의 마스코트 캐릭터 피카츄의 디자이너이다.
필명은 현재 히라가나 표기의 にしだあつこ.

## 경력
포켓몬스터의 캐릭터 디자이너를 맡아 왔다. 게임프리크에 입사한 것은 지인의 소개를 받고서. 입사 당시 모리모토 시게키와 후지와라 모토후미의 1년 후배였다. 그 전까지 다른 회사에서 CG를 제작하거나 디자인을 하는 일들을 했었다.
게임프리크의 사원이 되어 초대 포켓몬스터의 디자인에 관여하여 자기 외 디자이너·기획자들과 논의하는 가운데 피카츄를 고안해 낸다. 피카츄라는 이름을 지어낸 것 역시 아츠코. 고안한 당시에는 별인식 없이 울림이 마음에 든다는 이유로 끝에 '츄'를 붙였었는데 이것을 나중에 타지리 사토시가 보안하고자 '쥐 포켓몬'이라고 분류하였다 한다.
캐릭터 디자인 외 포켓몬 카드 게임 등에서 일러스트를 작업했다. 그 밖에도 《라그나로크 온라인》·카드 게임 《디지캐럿 C.C.G》 시리즈 등 다수한 작품에서 활약.
필명은 본래 본명 그대로를 사용했었지만 이후 히라가나 표기로서 개명.
현재 게임프리크를 퇴사하여 프리랜서로서 활동하고 있으나 포켓몬스터 시리즈에 아주 참여를 끊은 것은 아니다.

## 참여작품

### 비디오 게임
- 《포켓몬스터 시리즈》(1996년-, 캐릭터 디자인)
- 《라그나로크 온라인》(2002년, 일본 메인 일러스트)
- 《컬드셉트 사가》(2006년, 일러스트레이터)
- 《홈 타운 시리즈》(2013년, 캐릭터 디자인)

### TV 아니메
- 《포켓몬스터 시리즈》(캐릭터 원안)
  - 《포켓몬스터》(1998-2002년)
  - 《포켓몬스터 어드밴스 제너레이션》(2002-2006년)
  - 《포켓몬스터 다이아몬드&펄 》(2006-2010년)
  - 《포켓몬스터 베스트위시 》(2010-2012년)
  - 《포켓몬스터 베스트위시 2》(2012-2013년)
  - 《포켓몬스터 베스트위시 2 에피소드 N》(2013년)
  - 《포켓몬스터 베스트위시 2 데코로라 어드벤처 Da!》(2013년)
  - 《포켓몬스터 XY》(2013년-?)

### 캐릭터 디자인
- 미야짱(ミヤちゃん, 2011년-, 오이타현 고코노에정 PR 마스코트 캐릭터)
- 라라피(ララピー, 2016년-, 라이프 코퍼레이션 슈퍼 마스코트 '라이프' 캐릭터)